# Воскресенский (лунный кратер)
Кратер Воскресенский (лат. Voskresenskiy) — древний крупный ударный кратер в северо-западной части видимой стороны Луны. Название присвоено в честь советского учёного-испытателя ракетной техники, одного из ближайших соратников С. П. Королёва, Леонида Александровича Воскресенского (1913—1965) и утверждено Международным астрономическим союзом в 1970 г. Образование кратера относится к нектарскому периоду.

## Описание кратера

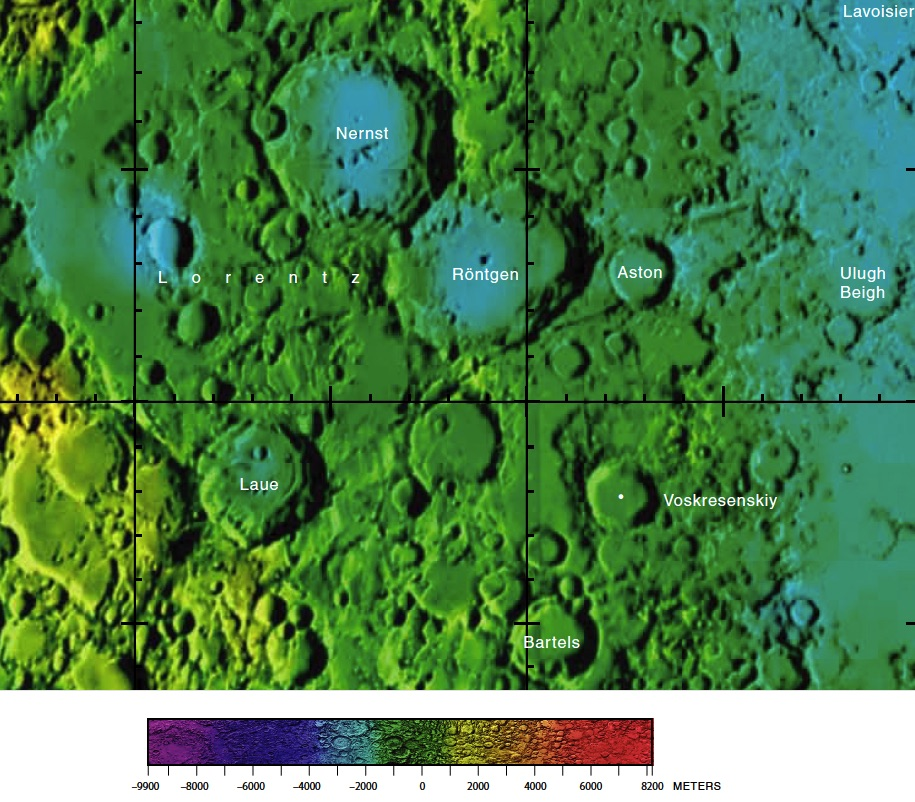
Окрестности кратера Воскресенский. Фрагмент карты обратной стороны Луны.

Ближайшими соседями кратера являются кратер Лауэ на западе; кратер Рентген на северо-западе; кратер Астон на севере; кратер Улугбек на северо-востоке и кратер Бартельс на юге-юго-западе. На востоке от кратера расположен Океан Бурь. Селенографические координаты центра кратера 27°55′ с. ш. 88°07′ з. д. / 27,91° с. ш. 88,12° з. д., диаметр 49,4 км, глубина 2,51 км.
Кратер имеет близкую к циркулярной форму, достаточно хорошо сохранился, вал четко очерчен. Внутренний склон вала имеет террасовидную структуру в северной и западной части. К юго-восточной части вала примыкает небольшой кратер, юго-западная часть вала отмечена несколькими маленькими кратерами. Средняя высота вала кратера над окружающей местностью 1120 м, объем кратера составляет приблизительно 1900 км³.. Чаша кратера затоплена базальтовой лавой, сравнительно ровная, имеет темный цвет, альбедо чаши кратера соответствует альбедо Океана Бурь. В северной части чаши находится небольшая система борозд.

## Сателлитные кратеры

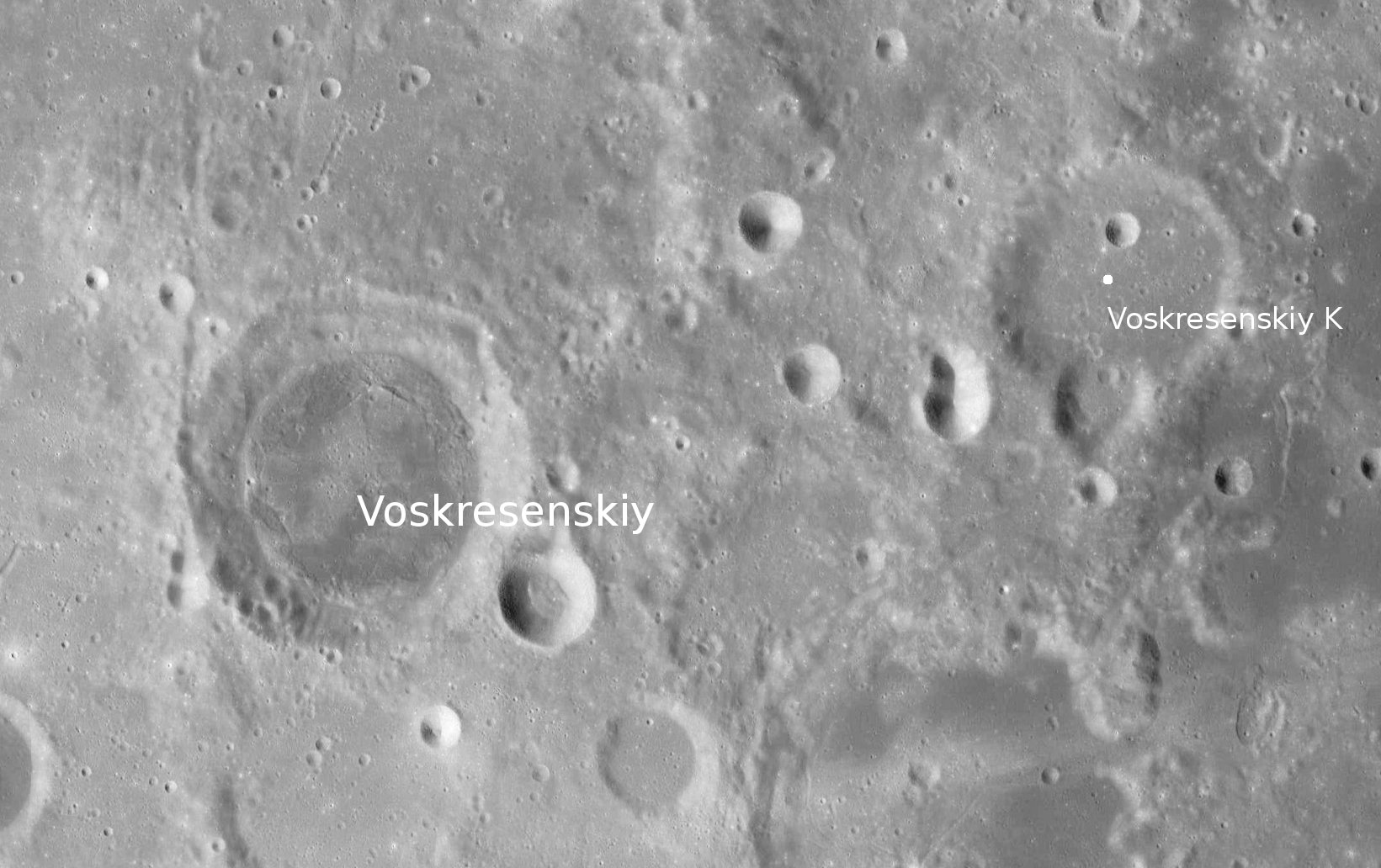
Снимок зонда Lunar Reconnaissance Orbiter.

| Воскресенский | Координаты                                            | Диаметр, км |
| ------------- | ----------------------------------------------------- | ----------- |
| K             | 28°44′ с. ш. 84°14′ з. д. / 28,74° с. ш. 84,24° з. д. | 36,1        |